# Chieșd
Chieșd é uma comuna romena localizada no distrito de Sălaj, na região histórica da Crișana (parte da Transilvânia). A comuna possui uma área de 28.45 km² e sua população era de 2597 habitantes segundo o censo de 2007.